# Ida Auken
Pour les articles homonymes, voir Auken.
Ida Margrethe Meier Auken, née le 22 avril 1978 à Frederiksberg (Danemark), est une femme politique danoise, membre du parti de la Social-démocratie (SD).

## Biographie
Ida Auken est la fille d'Erik A. Nielsen, un professeur, et de Margrete Auken, élue du Parti populaire socialiste au Folketing puis au Parlement européen.
Elle suit des études de théologie à l'université de Copenhague à partir de 1998, dont elle est diplômée en 2006. À partir de 2004, elle travaille dans une maison d'édition et, après ses études, devient professeur externe à la faculté de théologie de l'université de Copenhague.
Engagée comme sa mère au sein du Parti populaire socialiste, elle est élue députée au Folketing lors des élections législatives anticipées du 13 novembre 2007. En 2009, elle prend la présidence de la commission parlementaire sur l'Environnement.
Elle est réélue pour un second mandat lors des élections législatives du 15 septembre 2011, qui marquent la victoire du bloc de gauche. Le 3 octobre, quand le Parti populaire socialiste participe à un gouvernement pour la première fois de son histoire, elle devient ministre de l'Environnement dans le gouvernement de Helle Thorning-Schmidt.
Le 30 janvier 2014, elle quitte son ministère après que la présidente du parti, Annette Vilhelmsen, ait décidé de se retirer du gouvernement pour protester contre la décision de vendre une partie de l'entreprise publique d'énergie DONG Energy à la banque d'investissement américaine Goldman Sachs. Elle est toutefois publiquement critique de la décision de la présidente du mouvement de se retirer de l'exécutif, et annonce le lendemain quitter le parti pour rejoindre Radikale Venstre.
Elle remporte un troisième mandat au Folketing lors des élections législatives de juin 2015, cette fois-ci sous les couleurs du Parti social-libéral, malgré les lourdes pertes du mouvement lors du scrutin. Elle est ensuite réélue avec cette même étiquette lors des élections législatives de 2019. Après le scrutin, elle devient la porte-parole de son groupe parlementaire pour les questions climatiques, une position depuis laquelle elle se montre critique de la politique environnementale du gouvernement de Mette Frederiksen.
Le 7 octobre 2020, le leader de Radikale Venstre, Morten Østergaard, démissionne de son poste après avoir admis avoir eu un comportement inapproprié à l'égard de sa collègue Lotte Rod une décennie plus tôt. Alors en congé maladie, Auken ne peut pas prendre part au vote du groupe parlementaire qui élit Sofie Carsten Nielsen pour lui succéder. Le 14 octobre, Auken accuse Sofie Carsten Nielsen d'avoir été informée en 2017 d'un cas de harcèlement de la part d'Østergaard, et de l'avoir couvert. En janvier 2021, elle annonce finalement quitter le mouvement et rejoindre les Sociaux-démocrates. Le mois suivant, elle est investie par son nouveau parti comme candidate aux élections législatives.
Elle remporte un cinquième mandat au Folketing, son premier sous les couleurs sociales-démocrates, lors des élections législatives anticipées du 1er novembre 2022.